# WHIP
WHIP（Walks plus Hits per Inning Pitched、「投球回あたり与四球・被安打数合計」）とは、野球における投手の成績評価項目の1つで、1投球回あたり何人の走者を出したかを表す数値。与四球数と被安打数を足した数値を投球回で割ることで求められる（死球や失策など、安打や四球以外による出塁は数えない）。米大リーグや台湾プロ野球では、WHIPは防御率などとともに公式に記録・公開されている指標である（日本プロ野球では非採用）。一方で、WHIPは他の多くの統計の副産物であるとして、投手を評価する際に基本的に無視されるべきであるという指摘もある。

## 概要
WHIP = (与四球 + 被安打) ÷ 投球回
一般に先発投手であれば1.00未満なら球界を代表するエースとされ、1.20未満ならエース級、逆に1.40を上回ると問題であると言われる。また、ショートリリーフの投手の場合、投球イニングが少なく、ワンポイントとしてイニングの途中で交替することが多いため、自分の残した走者を後続投手が返すか否かで防御率が大きく変わってくる。そのため、WHIPはショートリリーフの投手の評価により適している。

### 問題点
野手の影響を大きく受ける被安打を内容に含んでおり、WHIPの高低は投手の働きだけでなく野手の守備に左右される。このため現在のセイバーメトリクスではWHIPを投手の働きの分析に用いることに関して強い疑問が呈されており、分析には用いられなくなっている。WHIPは長打も単打・四球と同様にカウントされるため、四球は少ないが長打を打たれやすい投手は、WHIPが示す評価ほどの成績を残せないという欠点がある。また、WHIPは投手がコントロールしにくいとされるBABIPに大きく依存している指標であるため、投球内容を適切に表しているとはいえない。これらの理由からWHIPに批判的な意見も多く、大手データサイトのFanGraphsでは、「WHIPは愚かな指標である。一部の人々はVORPとtERAと並んで、目新しいマネーボールスタットとして参照するのが好きだが、WHIPはプレイヤーのスキルをあらわすものではない。もちろんランナーを出さないのは良い投手である傾向があるが、それは絶対ではない。WHIPは他の多くの統計の副産物であり、投手を評価する際に基本的に無視されるべきである」と、投手評価に使用することを全面否定している。

## 記録
日本球界においては、WHIPは公式記録とはなっていない。任意に集計したシーズン記録（規定投球回数以上）では、景浦將（大阪）が1リーグ時代の1936年秋季に記録した0.719が最高記録である。2リーグ制後では、村上頌樹（阪神）が2023年に記録した0.741が最高。また、通算WHIP（通算2000投球回以上）のNPB記録は村山実（阪神）の0.954。

### 参考記録

#### NPB通算記録
| 順位 | 選手名   | WHIP  |
| ---- | -------- | ----- |
| 1    | 村山実   | 0.954 |
| 2    | 野口二郎 | 0.964 |
| 3    | 稲尾和久 | 0.989 |
| 4    | 杉浦忠   | 0.993 |
| 5    | 藤本英雄 | 1.010 |
| 6    | 土橋正幸 | 1.023 |
| 7    | 江夏豊   | 1.025 |
| 8    | 小山正明 | 1.030 |
| 9    | 荒巻淳   | 1.041 |
| 10   | 皆川睦雄 | 1.057 |

| 順位 | 選手名       | WHIP   |
| ---- | ------------ | ------ |
| 11   | V.スタルヒン | 1.066  |
| 12   | 金田正一     | 1.073  |
| 13   | 杉下茂       | 1.076  |
| 14   | 外木場義郎   | 1.0817 |
| 15   | 渡辺省三     | 1.0823 |
| 16   | 足立光宏     | 1.097  |
| 17   | 岸孝之       | 1.099  |
| 18   | 斎藤雅樹     | 1.105  |
| 19   | 秋山登       | 1.1099 |
| 20   | 安仁屋宗八   | 1.1103 |

- 2000投球回以上が対象。記録は2023年シーズン終了時点[5]

| 順位 | 選手名         | WHIP  |
| ---- | -------------- | ----- |
| 1    | 大友工         | 0.974 |
| 2    | ダルビッシュ有 | 0.985 |
| 3    | 大崎三男       | 0.998 |
| 4    | 上原浩治       | 1.008 |
| 5    | 堀内庄         | 1.017 |
| 6    | 菅野智之       | 1.039 |
| 7    | 城之内邦雄     | 1.042 |
| 8    | 前田健太       | 1.048 |
| 9    | 森弘太郎       | 1.055 |
| 10   | 池永正明       | 1.059 |

- 記録は2023年シーズン終了時点

#### NPBシーズン記録
| 順位 | 選手名   | 所属球団       | WHIP  | 記録年   | 備考                     |
| ---- | -------- | -------------- | ----- | -------- | ------------------------ |
| 1    | 景浦將   | 大阪タイガース | 0.719 | 1936年秋 | [ 6 ]                    |
| 2    | 村上頌樹 | 阪神タイガース | 0.741 | 2023年   | セ・リーグ記録、新人記録 |
| 3    | 村山実   | 大阪タイガース | 0.748 | 1959年   | 1年目最高記録            |
| 4    | 小山正明 | 大阪タイガース | 0.749 | 1956年   |                          |
| 5    | 杉浦忠   | 南海ホークス   | 0.754 | 1959年   | パ・リーグ記録           |
| 6    | 村山実   | 阪神タイガース | 0.763 | 1970年   | [ 9 ]                    |
| 7    | 野口二郎 | 大洋軍         | 0.772 | 1942年   |                          |
| 8    | 広瀬習一 | 東京巨人軍     | 0.775 | 1942年   | [ 10 ]                   |
| 9    | 野口二郎 | 翼軍           | 0.801 | 1940年   | [ 11 ]                   |
| 10   | 金田正一 | 国鉄スワローズ | 0.825 | 1956年   | 左投手記録               |

- 規定投球回以上。記録は2023年終了時点[5]

### メジャーリーグベースボール
アメリカのメジャーリーグや台湾の中華職業棒球大聯盟などでは公式記録となっている。メジャーリーグのシーズン記録（規定投球回数以上）はペドロ・マルティネス（レッドソックス）が2000年に記録した0.737、救援投手（40イニング以上）では上原浩治（レッドソックス）が2013年に記録した0.565。 通算記録（通算2000投球回以上）はアディ・ジョス（クリーブランド・ナップス）の0.968。

### MLB通算記録
| 順位 | 選手名                   | WHIP  |
| ---- | ------------------------ | ----- |
| 1    | アディ・ジョス           | 0.968 |
| 2    | エド・ウォルシュ         | 1.000 |
| 3    | クレイトン・カーショウ   | 1.010 |
| 4    | モンテ・ウォード         | 1.043 |
| 5    | ペドロ・マルティネス     | 1.054 |
| 6    | クリスティ・マシューソン | 1.058 |
| 7    | ウォルター・ジョンソン   | 1.061 |
| 8    | モーデカイ・ブラウン     | 1.066 |
| 9    | マックス・シャーザー     | 1.078 |
| 10   | ジョージ・ブラッドリー   | 1.090 |

| 順位 | 選手名                     | WHIP   |
| ---- | -------------------------- | ------ |
| 11   | トミー・ボンド             | 1.091  |
| 12   | ベーブ・アダムズ           | 1.092  |
| 13   | フアン・マリシャル         | 1.101  |
| 14   | ルーブ・ワッデル           | 1.102  |
| 15   | ラリー・コーコラン         | 1.1048 |
| 16   | ディーコン・フィリップ     | 1.1051 |
| 17   | サンディー・コーファックス | 1.106  |
| 18   | エド・モリス               | 1.108  |
| 19   | ウィル・ホワイト           | 1.111  |
| 20   | チーフ・ベンダー           | 1.113  |

- 2000投球回以上が対象。記録は2024年シーズン終了時点[12]

#### MLBシーズン記録
| 順位 | 選手名                     | 所属球団                 | WHIP  | 記録年 |
| ---- | -------------------------- | ------------------------ | ----- | ------ |
| 1    | ペドロ・マルティネス       | ボストン・レッドソックス | 0.737 | 2000年 |
| 2    | 前田健太                   | ミネソタ・ツインズ       | 0.750 | 2020年 |
| 3    | ガイ・ヘッカー             | プロビデンス・グレイズ   | 0.769 | 1882年 |
| 4    | ウォルター・ジョンソン     | ワシントン・セネタース   | 0.780 | 1913年 |
| 5    | トレバー・バウアー         | シンシナティ・レッズ     | 0.795 | 2020年 |
| 6    | ティム・キーフ             | トロイ・トロージャンズ   | 0.800 | 1880年 |
| 7    | ジャスティン・バーランダー | ヒューストン・アストロズ | 0.803 | 2019年 |
| 8    | アディ・ジョス             | クリーブランド・ナップス | 0.806 | 1908年 |
| 9    | グレッグ・マダックス       | アトランタ・ブレーブス   | 0.811 | 1995年 |
| 10   | エド・ウォルシュ           | シカゴ・ホワイトソックス | 0.820 | 1910年 |

- 規定投球回以上。記録は2024年終了時点[13]

#### 参考記録
| 順位 | 選手名                     | WHIP   |
| ---- | -------------------------- | ------ |
| 1    | ジェイコブ・デグロム       | 0.994  |
| 2    | マリアノ・リベラ           | 1.000  |
| 3    | クリス・セール             | 1.044  |
| 4    | トレバー・ホフマン         | 1.058  |
| 5    | チャーリー・スウィーニー   | 1.067  |
| 6    | レブ・ラッセル             | 1.080  |
| 7    | ジム・デブリン             | 1.0868 |
| 8    | スモーキー・ジョー・ウッド | 1.0869 |
| 9    | ゲリット・コール           | 1.0885 |
| 10   | ジャック・フィースター     | 1.0887 |

- 記録は2023年シーズン終了時点[12]

| 順位 | 選手名                     | 所属球団                   | WHIP  | 記録年 | 備考           |
| ---- | -------------------------- | -------------------------- | ----- | ------ | -------------- |
| 1    | ペドロ・マルティネス       | ボストン・レッドソックス   | 0.737 | 2000年 | ア・リーグ記録 |
| 2    | 前田健太                   | ミネソタ・ツインズ         | 0.750 | 2020年 | [ 15 ]         |
| 3    | トレバー・バウアー         | シンシナティ・レッズ       | 0.795 | 2020年 | ナ・リーグ記録 |
| 4    | ジャスティン・バーランダー | ヒューストン・アストロズ   | 0.803 | 2019年 | [ 17 ]         |
| 5    | グレッグ・マダックス       | アトランタ・ブレーブス     | 0.811 | 1995年 |                |
| 6    | ジャスティン・バーランダー | ヒューストン・アストロズ   | 0.829 | 2022年 |                |
| 7    | デーブ・マクナリー         | ボルチモア・オリオールズ   | 0.843 | 1968年 | 左投手記録     |
| 8    | ザック・グレインキー       | ロサンゼルス・ドジャース   | 0.844 | 2015年 |                |
| 9    | ボブ・ギブソン             | セントルイス・カージナルス | 0.853 | 1968年 | [ 18 ]         |
| 10   | サンディー・コーファックス | ロサンゼルス・ドジャース   | 0.855 | 1965年 |                |

- 1920年以降、規定投球回以上。記録は2024年終了時点[19]

## 評価基準
| WHIP     | 評価       |
| -------- | ---------- |
| 1.00以下 | 素晴らしい |
| 1.10     | 非常に良い |
| 1.25     | 平均以上   |
| 1.32     | 平均       |
| 1.40     | 平均以下   |
| 1.50     | 悪い       |
| 1.60以上 | 非常に悪い |